# Cole Weston
Cole Weston (30. ledna 1919 – 20. dubna 2003) byl čtvrtým a nejmladším synem amerického fotografa Edwarda Westona. Přestože se Weston narodil v tradici umělecké černobílé fotografie, dokázal najít vlastní barevný směr.
Jeho život byl velmi různorodý, nejprve začínal v divadle, později se dostal k námořnictvu, fotografoval pro časopis Life, a později fotografoval portréty, než se v roce 1946 na žádost svého otce přestěhoval do Carmel v Kalifornii. V následujících letech se stal otcovým asistentem a důvěryhodným společníkem. Jak se Edwardův boj s Parkinsonovou chorobou zhoršoval, musel se Cole starat o dvě kariéry – svého otce a svou vlastní.
Před svou smrtí v roce 2003 byl Cole Weston oddaný tomu, aby obě životní práce rostly v širokém rozkvětu.

## Mládí
Jeho otec si dne 30. ledna 1909 vzal po krátké ceremonii za ženu Floru May Chandlerovou, se kterou později měl čtyři syny: Chandlera (1910–1993), Bretta (1911–1993), Neila (1914–1998) a Colea (1919–2003).
Cole absolvoval titul v divadelním umění na Cornish School v Seattle v roce 1937. Také sloužil v námořnictvu Spojených států během druhé světové války jako svářeč a fotograf v Normanu, OK.

## Pomoc otci a barva (1946–1958)
Po propuštění z námořnictva začal Cole fotografovat pro časopis Life v jižní Kalifornii. Ve stejnou dobu jeho otce Edwarda stáůe více ochromovala Parkinsonova choroba a napsal Coleovi žádost o pomoc při tisku jeho negativů; a tak v roce 1946 se Cole a jeho žena přestěhovali do Carmelu, aby pomohli nemocnému otci v jeho temné komoře a ateliéru. Cole a jeho bratr Brett Weston tiskli otcovy negativy pod jeho dohledem.
V té době poslal Eastman Kodak Edwardovi své nové barevné filmy Kodachrome a Ektachrome, protože chtěl, aby „fotografoval Point Lobos v barvě“, na který Edward odpověděl: „No, nevím nic o barvě, ale znám Point Lobos lépe, než kterýkoli jiný živý člověk.“ Cole začal experimentovat s novým médiem a v roce 1957 vytvořil své první barevné tisky kalifornského pobřeží.
Jsem barevný fotograf. To je to co dělám. Ať se vám to líbí, nebo ne, to je to, co dělám. Na černobílé není nic špatného, ale já jsem na barvy. A líbí se mi to!

## Forest Theater Guild
V roce 1971 založil Cole Weston druhý divadelní Forest Theater Guild v Carmelu v Kalifornii a v jarních a letních měsících začal režírovat inscenace na venkovní scéně.
Weston spolupracoval s divadlem Forest Theater Guild již 50 let, ve kterém režíroval více než 30 her a byl zapojen do budování stavby Indoor Forest Theatre (malého divadlo pod venkovní scénou) „tahání betonu a dalších stavebních materiálů“.

## Negativy Edwarda Westona a Cole Weston Trust
Ve své poslední vůli Edward Weston odkázal své negativy Coleovi, který je tiskl více než 30 let. Dne 30. září 2014 byla sbírka 548 výtisků Edwardových negativů Colem posmrtně vytištěna a vydražena v Sotheby's v New Yorku.
Po smrti svého otce vytvořil podle jeho specifikací také několik výtisků snímku Paprika č. 30; všechny tyto výtisky jsou jasně označeny jako „Vytištěno Cole Westonem“.

## Publikace
- 1981 – Cole Weston, eighteen photographs[16]
- 1998 – Cole Weston: At Home and Abroad[17]
- 1991 – Cole Weston, fifty years[18]
- 1995 – Not Man Apart: Photographs of the Big Sur Coast[19]
- 2000 – Laughing Eyes: A Book of Letters Between Edward and Cole Weston, 1923–1946[8]